# Hiroki Bandai
Hiroki Bandai (japanisch 萬代 宏樹 Bandai Hiroki; * 19. Februar 1986 in Sendai, Präfektur Miyagi) ist ein ehemaliger japanischer Fußballspieler.

## Karriere
Bandai erlernte das Fußballspielen in der Schulmannschaft der Fukushima Higashi High School. Seinen ersten Vertrag unterschrieb er 2004 bei den Vegalta Sendai. Der Verein spielte in der zweithöchsten Liga des Landes, der J2 League. Für den Verein absolvierte er 107 Erstligaspiele. 2008 wechselte er zum Erstligisten Júbilo Iwata. Für den Verein absolvierte er 27 Erstligaspiele. 2010 wechselte er zum Zweitligisten Sagan Tosu. Für den Verein absolvierte er 26 Ligaspiele. 2011 wechselte er zum Ligakonkurrenten Thespa Kusatsu. Für den Verein absolvierte er 35 Ligaspiele. 200 wechselte er zum Ligakonkurrenten Montedio Yamagata. Am Ende der Saison 2014 stieg der Verein in die J1 League auf. Für den Verein absolvierte er 94 Ligaspiele. 2016 wechselte er zum Zweitligisten Mito HollyHock. Für den Verein absolvierte er 14 Ligaspiele. Im Juli 2017 wechselte er zum Drittligisten AC Nagano Parceiro. Für den Verein absolvierte er 38 Ligaspiele und schoss dabei sieben Tore. 2019 wurde er vom Viertligisten ReinMeer Aomori FC aus Aomori unter Vertrag genommen. Für ReinMeer absolvierte er 61 Viertligaspiele. Dabei schoss er 13 Tore.
Am 1. Februar 2022 beendete Hiroki Bandai seine Karriere als Fußballspieler.

## Erfolge
Montedio Yamagata
- Kaiserpokal: 2014 (Finalist)